# Kilmes (Fluss)
Die Kilmes (russisch Кильме́зь; udmurtisch Калмез) ist ein linker Nebenfluss der Wjatka im europäischen Teil Russlands.
Mit 270 km Länge und einem Einzugsgebiet von 17.200 km² ist sie der zweitgrößte Nebenfluss der Wjatka.

## Verlauf
Die Kilmes entspringt in der nördlichen Republik Udmurtien in den Kamahöhen. Von dort fließt sie zunächst in hauptsächlich südlicher Richtung durch das dicht bewaldete, hügelige nördliche Zentrum Udmurtiens.
Nach der Einmündung der Arlet biegt sie nach Westen und Südwesten ab. Sie mäandriert durch das sumpfige Gebiet und nimmt zahlreiche Bäche und kleine Flüsschen auf. Rund 50 nordöstlich von Kilmes biegt die Kilmes nach Süden ab, kurz vor der Ortschaft wendet sie sich wiederum nach Westen. Unterhalb von Kilmes überquert der Fluss die Grenze zur Oblast Kirow.
In der Oblast Kirow fließt die Kilmes weiterhin sehr kurvenreich Richtung Westen. Sie bildet zahlreiche Altarme aus und erreicht schließlich bei Ust-Kilmes die Wjatka.

## Nutzung
Die Kilmes ist durchschnittlich von Anfang November bis in die zweite Aprilhälfte gefroren. Der Fluss wird von Bootswanderern genutzt. Der Fluss ist auf seinem Mittellauf 10–60 m, an der Grenze zwischen Udmurtien und der Oblast Kirow bis zu 75 m breit, zwischen 0,5 und 3 m tief und verläuft in einem bis zu 3 km breiten Tal. Die Kilmes wird hauptsächlich aus Schmelzwasser gespeist.